# Stefan Wolner

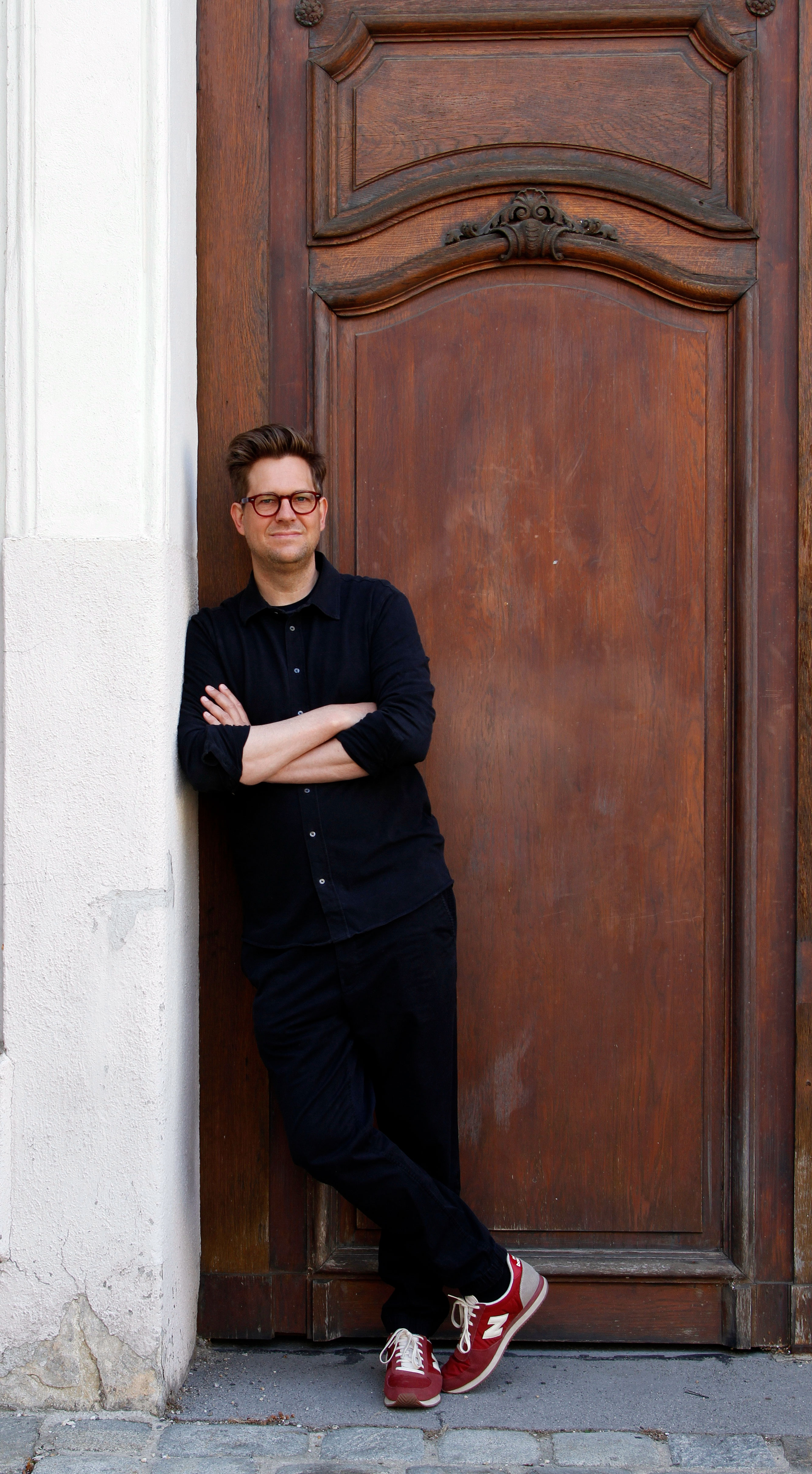
Stefan Wolner - Regisseur

Stefan Wolner (* 11. März 1975 in Wien) ist ein österreichischer Filmregisseur und Produzent.

## Leben
Stefan Wolner (*1975 in Wien) ist ein österreichischer Filmemacher und Produzent sowie Gründer von Red Monster Film, einer Produktionsfirma, die sich auf sozial relevante und vielfach preisgekrönte Film- und TV-Produktionen spezialisiert hat, insbesondere auf hochwertige Dokumentationen. Schon in jungen Jahren vom Filmemachen begeistert, studierte Wolner Medientechnik und Design sowie TV- und Filmproduktion. Er begann seine Karriere als Regisseur und Redakteur beim Österreichischen Rundfunk (ORF), wo er an erfolgreichen Formaten mitwirkte und seinen filmischen Stil prägte. Ein entscheidender Moment seiner Laufbahn war der Gewinn des Golden Shorts Awards 2005 bei den Vienna Shorts für seinen Kurzfilm „Balls“, der international auf zahlreichen Festivals gezeigt wurde. In seiner dokumentarischen Arbeit ließ er sich maßgeblich von seiner Zusammenarbeit mit dem renommierten Dokumentarfilmer Kurt Langbein prägen. Seine Independent-Kinodokumentationen, darunter „Mabacher - #ungebrochen“ und „Late Blossom Blues“ (2017), liefen auf über 50 internationalen Festivals und erhielten insgesamt mehr als 20 Auszeichnungen. Besonders bei seinen Kino-Dokumentationen kommt seine Vorliebe für die Cooke-Optik, insbesondere das 32-mm-Objektiv, zum Tragen, das für eine weiche Schärfe und warme, natürliche Bildwiedergabe sorgt. Dieser Look unterstreicht die emotionale Nähe zu seinen Protagonisten und verleiht seinen Filmen eine intime, authentische Atmosphäre. Als Gründer und Kreativkopf von Red Monster Films verfolgt Wolner das Ziel, unsichtbare Themen sichtbar zu machen und eine breite Öffentlichkeit für soziale und menschliche Schicksale zu sensibilisieren. Zu den Höhepunkten seiner preisgekrönten Produktionen zählen die TV-Dokumentation „Der Schlaf – des Todes kleiner Bruder“, die 2024 sowohl mit dem Silver Dolphin bei den Cannes Corporate Media & TV Awards als auch mit dem intermedia-globe SILVER Award beim WorldMediaFestival ausgezeichnet wurde. Sein jüngstes Werk, die TV-Dokumentation „Preis der Armut“ für 3Sat, thematisiert das Leben von Menschen in prekären finanziellen Verhältnissen. Neben sozial relevanten Dokumentationen widmet sich Wolner zunehmend der Entwicklung von Spielfilmen und Serien. Er bringt dabei eine besondere Leidenschaft für Fantasie und das Ziel mit, lokale, kraftvolle Geschichten für den internationalen Markt zu realisieren. Mit einer starken narrativen Tiefe und einem respektvollen Umgang mit seinen Protagonisten hat sich Red Monster Films auf den Weg gemacht, sowohl in Österreich als auch international als Produzent hochwertiger, gesellschaftlich relevanter Filmprojekte wahrgenommen zu werden.

## Filmografie

### Regie
- 2000: Das Spiel (Kurzfilm)
- 2003: Reality Bites (Aids-Spot)
- 2003: Starmania (TV-Show, ORF)
- 2004: Expedition Österreich (TV-Show, ORF)
- 2004: Playmusic (Musiksendung, ORF)
- 2005: Song 05 (TV-Show, ORF)
- 2005: Dancing Stars Making Of (Dokumentation, ORF)
- 2005: Balls - Triangel Part II (Kurzfilm)
- 2006: Cut Off - Triangel Part I (Kurzfilm)
- 2006: Big Boss - Triangel Part III (Kurzfilm)[2]
- 2006: Starmania (TV-Show, ORF)
- 2007: Anna & Du (Mobile-Soap)
- 2008: Kiddy Contest (TV-Show, ORF)
- 2009: Great Hadern Show (TV-Show, ORF)
- 2010: Helden von Morgen (TV-Show, ORF)
- 2010: Goldfisch99 (Kurzfilm)
- 2015: Künstliche Zeit und innere Uhr (Dokumentation)
- 2015: Heilen jenseits der Schulmedizin (Dokumentation)
- 2016: Die Heilkraft der Hände (Dokumentation)
- 2016: Iss, was du bist (Dokumentation)
- 2016: Stadt der Liebe (TV-Dokumentation, ORF)
- 2016: Geheimnisvolle Stadt (TV-Dokumentation, ORF)
- 2016: Sehnsuchtsland Österreich (TV-Dokumentation, ORF)[3]
- 2017: Late Blossom Blues (Dokumentation)[4]
- 2017: Walzerklänge (TV-Dokumentation, ORF)
- 2017: Wien – Stadt der Sagen (TV-Dokumentation, ORF)
- 2017: Mabacher - #ungebrochen (Kinodokumentarfilm)
- 2017: Gesunde Geschäfte (TV-Dokumentation, ORF)
- 2017: Glücklich Altern (TV-Dokumentation, 3sat)
- 2018: Bälle der Herzen (TV-Dokumentation, ORF)
- 2018: Schmerz lass nach (TV-Dokumentation, 3sat)[5]
- 2018: Habsburgs Pioniere und Abenteurer (TV-Dokumentation, ORF)[6]
- 2019: Wiener Freizeit-Oasen (TV-Dokumentation, ORF)
- 2019: Schmerzmittel, Antibiotika & Co (TV-Dokumentation, ORF)
- 2019: Die geheime Hausapotheke von Sisi & Co (TV-Dokumentation, ORF)
- 2020: Tanzen wie zu Habsburgs Zeiten (TV-Dokumentation, ORF)
- 2020: Rücken und Kopf (TV-Dokumentation, ORF)
- 2021: Sterben 2.0 - Der neue Umgang mit dem Tod (TV-Dokumentation, ORF)
- 2021: Sisis Kindheit – Von Possenhofen nach Wien und in die Ewigkeit  (TV-Dokumentation, ORF)
- 2021: Fake Food – Die Tricks der Nahrungsmittelindustrie (TV-Dokumentation, ORF)
- 2022: Das Geschäft mit dem Martini Gansl (TV-Dokumentation, ORF)
- 2022: Habsburgs Privilegien (TV-Dokumentation, ORF)
- 2022: Der Wahnsinn mit dem Essen – Wege gegen die Verschwendung (TV-Dokumentation, ORF)
- 2023: Wien in Amateurfilmen (TV-Dokumentation, ORF)
- 2023: Der Schlaf – des Todes kleiner Bruder (TV-Dokumentation, ORF)
- 2023: Die Wiener Stadtmauer (TV-Dokumentation, ORF)
- 2023: Alles in Ordnung!? (TV-Dokumentation, ORF)
- 2024: Gender, Queer, Wir – Identität im Wandel (TV-Dokumentation, ORF)
- 2024: Liebe & Körperkult damals (TV-Dokumentation, ORF)
- 2024: Wege aus der Armut (TV-Dokumentation, ORF)
- 2024: Preis der Armut - Leben in der Teuerung (TV-Dokumentation, ORF / 3SAT)

### Produktion
- 2000: Das Spiel (Kurzfilm)
- 2003: Reality Bites (Aids-Spot)
- 2005: Balls - Triangel Part II (Kurzfilm)
- 2006: Cut Off - Triangel Part I (Kurzfilm)
- 2006: Big Boss - Triangel Part III (Kurzfilm)
- 2010: Goldfisch99 (Kurzfilm)
- 2011: Danach (Experimentalkurzfilm)
- 2016: Stadt der Liebe (TV-Dokumentation, ORF)
- 2016: Geheimnisvolle Stadt (TV-Dokumentation, ORF)
- 2016: Sehnsuchtsland Österreich (TV-Dokumentation, ORF)
- 2016: Late Blossom Blues (Kinodokumentarfilm)
- 2017: Walzerklänge (TV-Dokumentation, ORF)
- 2017: Wien – Stadt der Sagen (TV-Dokumentation, ORF)
- 2017: Mabacher - #ungebrochen (Kinodokumentarfilm)
- 2018: Bälle der Herzen  (TV-Dokumentation, ORF)
- 2018: Habsburgs Entdecker  (TV-Dokumentation, ORF)
- 2019: Wiener Freizeit-Oasen (TV-Dokumentation, ORF)
- 2019: Die geheime Hausapotheke von Sisi & Co (TV-Dokumentation, ORF)[7]
- 2020: Tanzen wie zu Habsburgs Zeiten (TV-Dokumentation, ORF)[8]
- 2021: Sterben 2.0 - Der neue Umgang mit dem Tod (TV-Dokumentation, ORF)
- 2021: Sisis Kindheit – Von Possenhofen nach Wien und in die Ewigkeit  (TV-Dokumentation, ORF)
- 2022: Habsburgs Privilegien (TV-Dokumentation, ORF)
- 2023: Wien in Amateurfilmen (TV-Dokumentation, ORF)
- 2023: Der Schlaf – des Todes kleiner Bruder (TV-Dokumentation, ORF)
- 2023: Die Wiener Stadtmauer (TV-Dokumentation, ORF)
- 2023: Alles in Ordnung!? (TV-Dokumentation, ORF)
- 2024: Gender, Queer, Wir – Identität im Wandel (TV-Dokumentation, ORF)
- 2024: Liebe & Körperkult damals (TV-Dokumentation, ORF)
- 2024: Wege aus der Armut (TV-Dokumentation, ORF)
- 2024: Preis der Armut - Leben in der Teuerung (TV-Dokumentation, ORF / 3SAT)

## Auszeichnungen
- 2005: Golden Shorts für Balls
- 2005: Berlinale Talent Campus
- 2006: Nomos Super 8 Filmpreis
- 2007: Made for Mobile-Award
- 2008: Prix Victoria
- 2008: mediamixx-award
- 2010: CCA Venus
- 2010: E-Video Award
- 2017: Honorable Jury Mention (Noida International Film Festival)
- 2017: Audience Award (Naples International Film Festival)
- 2017: Best Music Documentary (NEO International Film Festival)
- 2018: Nominierung für den Fernsehpreis der Erwachsenenbildung (Glücklich Altern)
- 2017: Publikumspreis, this human world
- 2018: Austrian Documentary Award, ethnocineca[9]
- 2018: Bester Regie, North Carolina Film Award
- 2018: 1st Prize, We Care Filmfestival
- 2018: Best Music Documentary, Arizona Filmfestival
- 2019: *Best DVD of the Year*, Living Blues Award
- 2019: *DR.-KARL-RENNER-PREIS* – für Mabacher als Teil von #KlappeAuf, 2019
- 2020: Drehbuchpreis Heldinnen in Serie für "Nachtvolk"
- 2020: Ideenwettbewerb "Creatives for Vienna" für coronatime.at
- 2022: Silver für "Sterben 2.0" (New York Filmfestivals)
- 2022: Nominierung für den Fernsehpreis der Erwachsenenbildung (Sterben 2.0)
- 2022: Nominierung Kurier Romy 2022
- 2024: Winner SILVER Award (WorldMediaFestival, intermedia-globe)
- 2024: Winner Silver Dolphin (Cannes Corporate Media & TV Awards)